# Берген, Ганс
Ганс Берген (нем. Hans Bergen, 5 марта 1890 — 17 февраля 1957) — немецкий военачальник, генерал-лейтенант вермахта, командующий несколькими пехотными дивизиями во время Второй мировой войны. Кавалер Рыцарского креста Железного креста, высшего ордена нацистской Германии. Взят в плен союзниками в 1945 году. Освобождён из плена в 1947 году.
Затем до мая 1943 года командовал 299-й пехотной дивизией.

## Награды
- Железный крест (1914)
  - 2-го класса
  - 1-го класса
- Нагрудный знак «За ранение» (1914)
  - в чёрном
- Почётный крест ветерана войны
- Медаль «В память 13 марта 1938 года»
- Медаль «В память 1 октября 1938 года»
- Железный крест (1939)
  - 2-го класса (25 сентября 1939)
  - 1-го класса (26 ноября 1939)
- Нагрудный знак «За ранение» (1939)
  - в серебре (24 ноября 1940)
- Медаль «За зимнюю кампанию на Востоке 1941/42» (15 августа 1942)
- Немецкий крест в золоте (22 ноября 1941)
- Рыцарский крест Железного креста (9 июля 1941)